# Balma del Pau Anton
La Balma del Pau Anton és un jaciment arqueològic ubicat al municipi de Capellades, comarca de l'Anoia. Concretament aquest espai està situat al cingle del Capelló, entre la cova del Paranó i la balma dels Pinyons, just per sobre l'abric de la Consagració, vuit metres per damunt del cim de la cinglera. Les primeres referències a aquest espai com a jaciment arqueològic les trobem en Amador Romaní, en el seu Atlas prehistòric, conservat en el Museu Molí Paperer de la localitat de Capellades. Aquest jaciment s'ha pogut adscriure cronològicament al Leptolític (33.000 - 5.500 ANE).

## Descobriment i historiografia del jaciment
- 1904 - 1905: Amador Romaní visita l'espai enregistrant-lo gràficament però sens anotar de forma concreta quins foren els materials localitzats, no obstant s'indica la recollida de sílex per part de l'arqueòleg.

- 1984: Amb motiu de la formulació de la Carta Arqueològica de la Comarca de l'Anoia, es visita l'espai, apreciant-se al lloc una gàbia per a gossos. Malauradament durant la visita no es detecten ni materials arqueològics ni estructures.